# Тарасовка (Львовская область)
Тарасовка (укр. Тарасівка) — село в Подберёзцовской сельской общине Львовского района Львовской области Украины.
Занимает площадь 2,055 км². Почтовый индекс — 81143. Телефонный код — 3230.

## История
В 1946 г. Указом ПВС УССР село Германовка переименовано в Тарасовка.

## Население
Население по переписи 2001 года составляло 455 человек.

### Известные люди
В селе родился Василишин, Иван Павлович (род. 1934) — советский и украинский спортсмен и тренер.